# Мустафа Караголлу
Мустафа Караголлу (тур. Mustafa Karagöllü; нар. 26 квітня 1981, Анкара) — турецький професійний боксер, призер чемпіонату Європи серед аматорів.

## Аматорська кар'єра
На чемпіонатах світу 2001 та 2003 Мустафа Караголлу програв в другому бою Димитру Щилянову (Болгарія).
На кваліфікаційному чемпіонаті Європи 2004 переміг трьох суперників, програв у півфіналі Олександру Малетіну (Росія) — RSCO 2, зайняв третє місце і отримав путівку на Олімпійські ігри 2004.
На Олімпійських іграх 2004 переміг Віджендера Сінґха (Індія) — 25-20 і програв Іонуцу Георге (Румунія) — 19-28.

## Професіональна кар'єра
2005 року дебютував на професійному рингу. Протягом 2005—2008 років провів п'ятнадцять боїв, в чотирнадцяти з яких переміг.